# Jeuxey
Jeuxey é uma comuna francesa na região administrativa do Grande Leste, no departamento de Vosges. Estende-se por uma área de 8.49 km². Em 2010 a comuna tinha 701 habitantes (densidade: 82,6 hab./km²).